# 济察
济察（希臘語：Ζίτσα）是希腊伊庇鲁斯大区约阿尼纳专区的市镇，行政中心为埃莱乌萨村。市镇面积为565.6平方公里，2021年人口数量为13,588人。
现今范围的市镇设立于2011年地方政府改革中，由原5个市镇合并而成，原市镇则成为此市镇的5个市区。济察市区（即原济察市镇）的面积为65.87平方公里，2021年人口数量为953人。